# 绍什·费伦茨
绍什·费伦茨（匈牙利語：Soós Ferenc，1919年6月10日—1981年2月5日），出生于布达佩斯，匈牙利男子乒乓球运动员。他曾获得4枚世界乒乓球锦标赛金牌。